# Un pic de neant
Un pic de neant este o colecție de povestiri științifico-fantastice editată de  Vladimir Colin. A apărut în 1970 în a doua colecție SF a editurii Albatros (anterior colecție a Editurii Tineretului).  

## Cuprins
- „În loc de prefață (Un pic de neant)”, eseu de Vladimir Colin
- „Hașurat”, ficțiune scurtă de Francis Carsac (traducere a „Hachures”, 1954)
- „Mantoul”, ficțiune scurtă de Sophie Cathala (traducere a „Le manteau”, 1967)
- „Monumentul”, ficțiune scurtă de Claude-François Cheinisse (traducere a „Le monument”, 1967)
- „Un pic de neant”, ficțiune scurtă de Philippe Curval (traducere a „Un soupçon de néant”, 1963)
- „Cursa păsării Bum-bum”, ficțiune scurtă de Michel Demuth (traducere a „La course de l'oiseau Boum-Boum”, 1967)
- „Coșmar trandafiriu”, ficțiune scurtă de Alain Dorémieux (traducere a „Cauchemar rose”, 1967)
- „A munci e o adevărată plăcere”, ficțiune scurtă de Fernand François (traducere a „Travailler est un vrai plaisir”, 1958)
- „Stăpânii orei”, ficțiune scurtă de Nathalie Henneberg (traducere a „Les maîtres de l'heure”, 1967)
- „Un cântec de piatră”, ficțiune scurtă de Gérard Klein (traducere a „Un chant de pierre”, 1963)
- „Mașina”, ficțiune scurtă de Alain Mark (traducere a „La machine”, 1965)
- „Lorelei”, ficțiune scurtă de Jacqueline H. Osterrath (traducere a „Lorolei”, 1966)
- „Pământul făgăduinței”,  ficțiune scurtă de Christine Renard (traducere a „La terre promise”, 1968)
- „Naufragiații de pe Harpocrate”, ficțiune scurtă de Jean-Pierre Fontana (traducere a „Les naufragés d'Harpocrate”, 1966)
- „Fabricantul de elemente ineluctabile”, ficțiune scurtă de Jacques Vallée (traducere a „Le fabricant d'évènements inéluctables”, 1965)
- „Efemerele”, ficțiune scurtă de Jacques Sternberg (traducere a „Les éphémères”, 1962)
- „Cel care-și amintea”, ficțiune scurtă de Gérard Torck (traducere a „Celui qui se souvenait”, 1965)
- „În altă țară”, ficțiune scurtă de Claude Veillot (traducere a „En un autre pays”, 1964)
- „Arde-mi-ți-i pe toți!”,  ficțiune scurtă de Daniel Walther (traducere a „Flinguez-moi tout ça !”, 1968)

## Legături externe
- Un pic de neant la isfdb.org

## Vezi și
- Lista cărților științifico-fantastice publicate în România
- Lista volumelor publicate în Colecția SF (Editura Tineretului)
- 1970 în literatură
- Lista antologiilor de povestiri științifico-fantastice românești